# Carex chaffanjonii
Carex chaffanjonii là một loài thực vật có hoa trong họ Cói. Loài này được E.G.Camus mô tả khoa học đầu tiên năm 1912.